# Ieropigí
Ieropigí (Ieropigi) är en ort i Grekland.   Den ligger i prefekturen Nomós Kastoriás och regionen Västra Makedonien, i den norra delen av landet, 400 km nordväst om huvudstaden Aten. Ieropigí ligger 1 055 meter över havet och antalet invånare är 294.
Terrängen runt Ieropigí är huvudsakligen kuperad, men västerut är den platt. Terrängen runt Ieropigí sluttar söderut. Runt Ieropigí är det glesbefolkat, med 19 invånare per kvadratkilometer. Närmaste större samhälle är Kastoria, 16,6 km öster om Ieropigí. Trakten runt Ieropigí består till största delen av jordbruksmark.